# At the Gates
At the Gates er et svensk melodisk dødsmetalband der blev stiftet i 1990, opløst i 1996 og genetableret igen i 2007. Bandet kombinerede tempoet og vreden fra thrash metal med den voksende dødsmetalscene i Göteborg, Sverige sammen med bands som In Flames og Dark Tranquillity. De blev derved kendt som pioneere indenfor melodisk dødsmetal. Deres mest berømte album er Slaughter of the Soul der blev udgivet i 1995.
"Göteborg musikken", som bandet havde hjulpet med at skabe har haft indflydelse på mange moderne metalcorebands som The Black Dahlia Murder As I Lay Dying og Darkest Hour. Bandets sangtekster vedrører mest personlige problemer, død, antireligion og samfund.
Da At the Gates brød op i 1996 stiftede Adrian Erlandsson, Jonas Björler og Anders Björler bandet The Haunted. Tomas Lindberg fandt ikke rigtigt noget fast band og har derved nået at optræde i både Skitsystem, Disfear, The Crown, Lock Up, Nightrage og The Great Deceiver som hans nuværende. Adrian Erlandsson forlod senere The Haunted og sluttede sig til det britiske band Cradle of Filth.

## Medlemmer

### Nuværende medlemmer
- Tomas Lindberg − Vokal (1990–1996, 2007–2008, 2010–)
- Adrian Erlandsson − Trommer (1990–1996, 2007–2008, 2010–)
- Jonas Björler − Bas (1990–1992, 1993–1996, 2007–2008, 2010–)
- Martin Larsson − Guitar (1993–1996, 2007–2008, 2010–)
- Jonas Stålhammar − Guitar (2017−)

### Tidligere medlemmer
- Alf Svensson − Guitar (1990–1993)
- Anders Björler − Guitar (1990–1996, 2007–2008, 2010–2017)

## Diskografi
- The Red in the Sky Is Ours (1992)
- With Fear I Kiss the Burning Darkness (1993)
- Terminal Spirit Disease (1994)
- Slaughter of the Soul (1995)
- At War with Reality (2014)
- To Drink from the Night Itself (2018)
- The Nightmare of Being (2021)

### Ep'er
- Gardens of Grief (1991 EP)
- Cursed to Tour (EP 1996 delt med Napalm Death)
- Suicidal Final Art (2001 Opsamlingsalbum)
- The Mirror Black (2019)
- With the Pantheons Blind (2019)

### Singler
- Kingdom Gone (1992)
- The Burning Darkness (1993)
- Terminal Spirit Disease (1994)
- Blinded By Fear (1995)